# Araneus klaptoczi
Araneus klaptoczi este o specie de păianjeni din genul Araneus, familia Araneidae, descrisă de Simon, 1908.
Este endemică în Libya. Conform Catalogue of Life specia Araneus klaptoczi nu are subspecii cunoscute.